# Hoa hậu Thế giới 1967

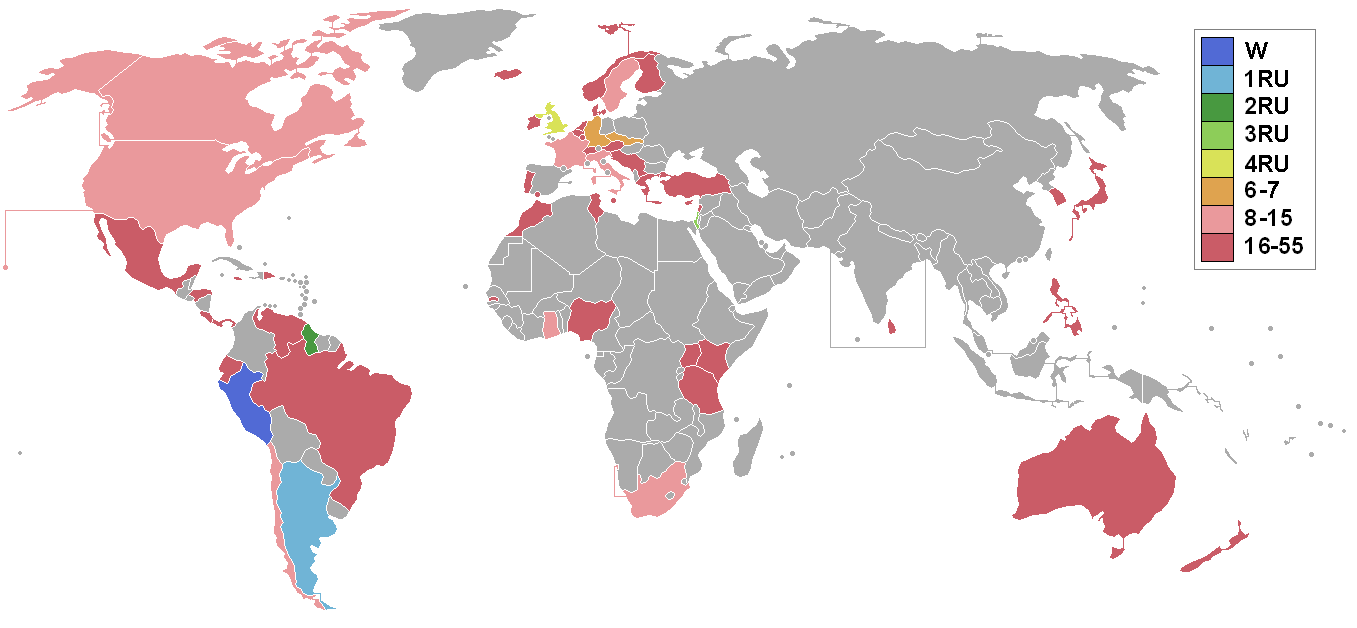
Các quốc gia và vùng lãnh thổ tham dự và kết quả

Hoa hậu Thế giới 1967, là cuộc thi Hoa hậu Thế giới lần thứ 17 được diễn ra vào ngày 16 tháng 11 năm 1967 tại nhà hát Lyceum, Luân Đôn, Vương quốc Anh. 55 thí sinh dự thi năm nay. Người chiến thắng là Madeline Hartog-Bel, đại diện cho Peru.

## Kết quả
| Kết quả               | Thí sinh |
| --------------------- | --- |
| Hoa hậu Thế giới 1967 | - Peru – Madeline Hartog-Bel |
| Á hậu 1               | - Argentina – María del Carmen Sabaliauskas † |
| Á hậu 2               | - Guyana – Shakira Baksh |
| Á hậu 3               | - Israel – Dalia Regev |
| Á hậu 4               | - Vương quốc Anh – Jennifer Lynn Lewis |
| Top 7                 | - Tiệp Khắc – Alzbeta Strkulova - Tây Đức – Ruth Köcher |
| Top 15                | - Canada – Donna Marie Barker - Chile – Margarita Téllez Gabell - Pháp – Carole Noe - Ghana – Araba Martha Vroon - Ý – Tamara Baroni - Nam Phi – Disa Duivestein - Thụy Điển – Eva Englander - Hoa Kỳ – Pamela Valari Pall |

## Các thí sinh
| - Argentina - Maria del Carmen Sabaliauskas † - Úc - Judy Lockey - Áo - Christi Bartu - Bỉ - Mauricette Sironval - Brazil - Wilza de Oliveira Rainato - Canada - Donna Marie Barker - Ceylon - Therese Fernando - Chile - Margarita Tellez - Costa Rica - Marjorie Furniss - Síp - Laila Michaelides - Tiệp Khắc - Alzbeta Strkulova - Đan Mạch - Sonja Jensen - Cộng hòa Dominican - Margarita Rosa Rueckschnat Schott - Ecuador - Laura (Laurita) Elena Baquero Palacios - Phần Lan - Hedy Rannari - Pháp - Carole Noe - Đức - Ruth Köcher - Ghana - Araba Martha Vroon - Gibraltar - Laura Bassadone - Hy Lạp- Mimika Niavi - Guyana - Shakira Baksh - Hà Lan - Monica van Beelen - Honduras - Alba Maria Bobadilla - Iceland - Hrefna Wigelund Steinthorsdóttir - Ireland - Gemma McNabb - Israel - Dalia Regev - Ý - Tamara Baroni | - Jamaica - Laurel Williams - Nhật Bản - Chikako Sotoyama - Kenya - Zipporah Mbugua - Hàn Quốc - Chung Young-hwa - Liban - Sonia Faris - Luxembourg - Marie-Joseé Mathgen - Malta - Mary Mifsud - México - Maria Cristina Ortal - Maroc - Naima Benjelloun - New Zealand - Pamela McLeod - Nigeria - Roseline Balogun - Na Uy - Vigdis Sollie - Panama - Carlota Lozano - Peru - Madeleine Hartog Bel Houghton - Philippines - Margarita (Maita) Favis Gomez - Bồ Đào Nha - Teresa Amaro - Nam Phi - Disa Duivenstein - Thụy Điển - Eva Englander - Thụy Sĩ - Edith Fraefel - Tanzania - Theresa Shayo - Tunisia - Rekeja Dekhil - Thổ Nhĩ Kỳ - Nese Yazicigil - Uganda - Rosemary Salmon - Vương quốc Anh - Jennifer Lynn Lewis - Hoa Kỳ - Pamela Valari Pall - Venezuela - Irene Böttger Herrera - Nam Tư - Aleksandra Mandic |